# Socorro (Buenos Aires)

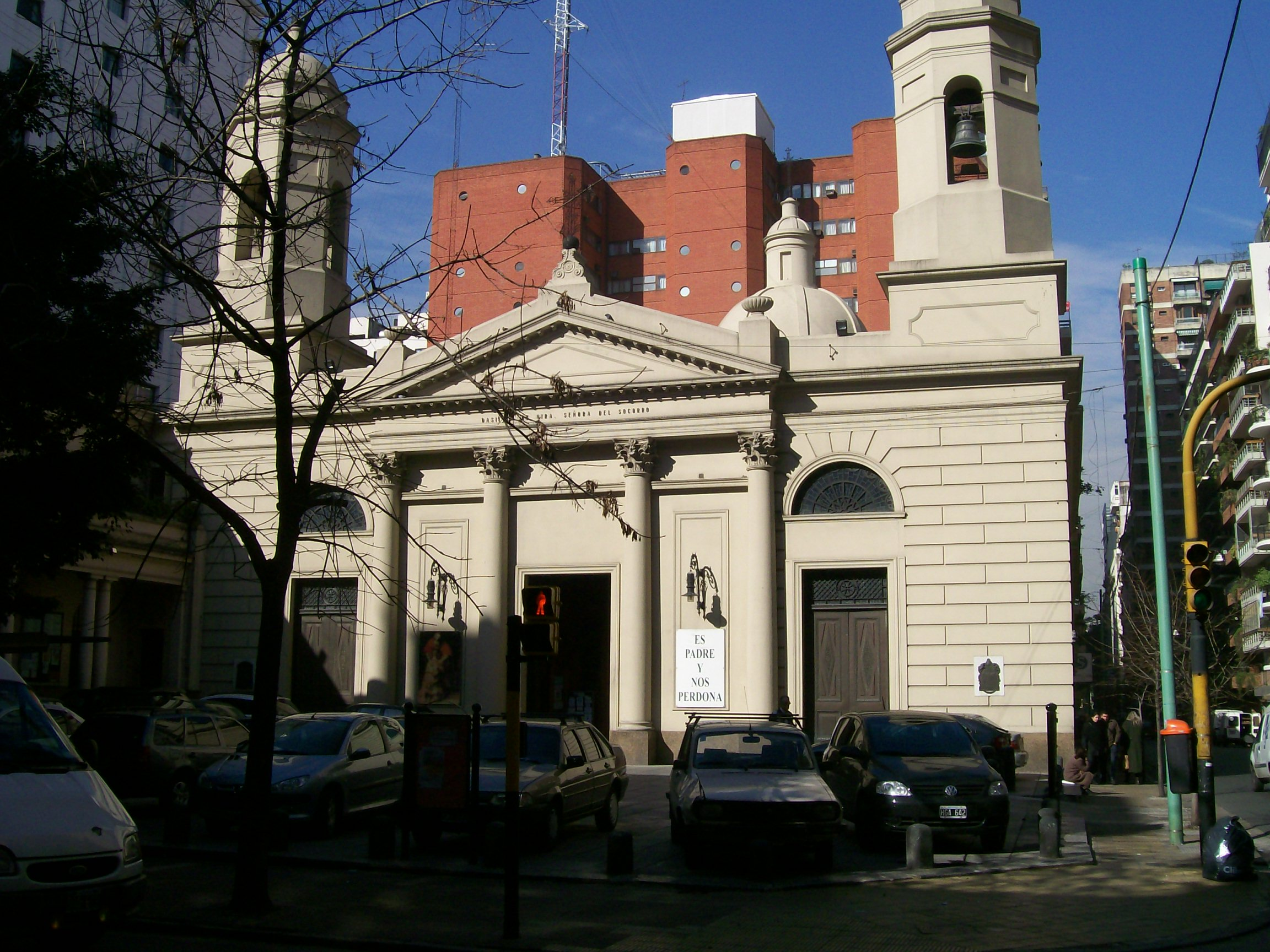
La Basílica de Nuestra Señora del Socorro, que da nombre al barrio.

Ubicación de la parroquia de Socorro, en un mapa de las antiguas secciones electorales de Buenos Aires

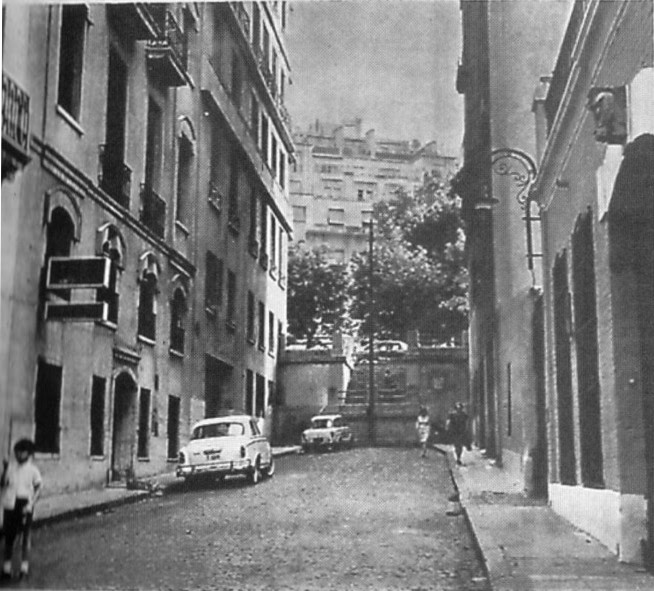
El Pasaje Seaver, desaparecido rincón del Socorro.

Con el nombre de barrio del Socorro se conoció históricamente al área de Buenos Aires cercana a Basílica de Nuestra Señora del Socorro, ubicada en la intersección de las calles Juncal y Suipacha. Corresponde a grandes rasgos con la porción del actual barrio de Retiro situada al norte de la Avenida del Libertador, hasta el límite con Recoleta, y forma parte de la amplia y difusa zona de la ciudad conocida extraoficialmente como Barrio Norte.
A partir de una real cédula de 1769 Buenos Aires pasó a dividirse oficialmente en parroquias, teniendo como referencia el papel administrativo que jugaban los libros parroquiales. En 1783 fue creada la parroquia del Socorro. Ya finalizada la administración colonial, la Legislatura de Buenos Aires aprobó en 1869 una ley que oficializaba la división en parroquias. Posteriormente, la misma división fue tomada como base por la legislación electoral y el registro civil. La organización en circunscripciones electorales de la Ciudad de Buenos Aires continuó una división inspirada en las antiguas parroquias hasta su reemplazo por las comunas en 2008. Al área de Retiro correspondió hasta entonces la circunscripción electoral 20, Socorro. Sin embargo, el barrio del Socorro no fue considerado como uno de los 46 en que se dividió oficialmente Buenos Aires en 1972, durante la intendencia de Saturnino Montero Ruiz.
Hasta el siglo XVIII el Socorro fue un área periférica de la ciudad, separada del casco céntrico por tierras de desagüe, con un limitado desarrollo urbano. Durante el siglo XIX, especialmente tras las epidemias de fiebre amarilla, las familias pudientes se desplazaron desde el Barrio Sur convirtiendo a la zona en una de las más acomodadas de la ciudad. A fines de la década de 1970, la extensión hacia el sur de la Avenida Nueve de Julio implicó la demolición de la franja urbana entre las calles Carlos Pellegrini y Cerrito a lo largo de todo el barrio del Socorro, conllevando además a la desaparición del Pasaje Seaver. Para el diario La Nación, lo anterior significó la desaparición del carácter del Socorro, que "perdió un pedazo de vida" y quedó cortado al medio por la nueva avenida.